# Distretto di Wuqi
Il distretto di Wuqi (梧棲區S, Wúqī QūP) è un distretto della municipalità di Taichung, situata a Taiwan.